# Kaléinga
Kaléinga est une commune rurale située dans le département de Guiba de la province du Zoundwéogo dans la région Centre-Sud au Burkina Faso.

## Géographie
Kaléinga est localisé à 3 km au sud-est de Ouetinga et à 15 km au sud du centre de Manga. Le village est situé à 6 km au sud-ouest de la route nationale 29.

## Santé et éducation
Le centre de soins le plus proche de Kaléinga est le centre de santé et de promotion sociale (CSPS) de Ouetinga tandis que le centre médical (CMA) le plus proche se trouve à Manga.
Le village accueille une école primaire.